# LISB
LISB bedeutet Leit- und InformationsSystem Berlin und war 1988/89 ein Feldversuch für ein intelligentes Verkehrsmanagement. Bei diesem Echtzeit-Verkehrsleitsystem wurden individuelle Routenempfehlungen über Funkbaken übertragen, die an 240 Ampeln in West-Berlin befestigt waren (sogenannte LISB-IR-Köpfe).
700 Testfahrzeuge wurden mit speziell dafür entwickelten Navigationsgeräten ALI-Scout der Firma Bosch/Blaupunkt ausgerüstet, die die Routenempfehlungen per Infrarot-Schnittstelle empfangen konnten. ALI-Scout bestand darüber hinaus aus einem Navigationsrechner mit Eingabemöglichkeit für die Zielkoordinaten, einem Ortungsgerät, das die aktuelle Position per Radzahldreher und Magnetfeldsonde ermittelte und einem Reisezeitmesser.
In einem zentralen Verkehrsleitrechner wurden die über die Ampelbaken empfangenen Daten aus den Fahrzeugen analysiert und die Leitempfehlungen an die Fahrzeuge zurückgesendet. Das angestrebte Ziel des Feldversuchs war eine individuelle dynamische Routenführung: die aktuelle Verkehrssituation (Baustellen, Staus etc.) sollte in die Routenempfehlungen einfließen.
Für den einjährigen Feldversuch wurden 14 Millionen DM veranschlagt. Die Hälfte übernahmen die Industriepartner (Siemens AG, Bosch, Blaupunkt), die andere Hälfte die öffentliche Hand (Berliner Senat, Bundesministerium für Forschung und Technologie).
Nach der einjährigen Testphase wurde entschieden, dass LISB nicht verlängert und auf andere Regionen ausgeweitet werden soll. Nach dem Abschluss der Studie wurde die Infrastruktur (LISB-IR-Köpfe) nicht weiterverwendet und sukzessive wieder von den Ampeln demontiert. Mit der allgemeinen Verfügbarkeit globaler Satellitennavigationssysteme wurden Echtzeit-Verkehrsleitsysteme für den Individualverkehr wesentlich kostengünstiger.